# 司骏
司骏（1989年3月9日—），湖北武汉人，中国足球运动员，司职前锋。

## 球员生涯
司骏早年进入武汉光谷梯队。2008年中超联赛，武汉光谷不满足协处罚而罢赛，随后被中国足协取消注册资格，俱乐部解散。以武汉光谷U19梯队（即十一运会湖北U20队）为班底成立的湖北绿茵队征战了2009年中国足球乙级联赛，司骏和队友们成功冲入甲级。
2012年，武汉卓尔集团收购球队后，但由于当时已经很难再获得比赛机会，司骏选择告别球队。先后代表业余俱乐部武汉宏兴、武汉新纪元参加中国足球业余联赛与足协杯的比赛。
2016年足协杯武汉宏兴主场对阵江苏苏宁的比赛后发生斗殴事件，赛后经过调查发现上场名单中的司骏被他人顶替，因此被中国足协处以禁赛两年的处罚。